# 620
620 је била преступна година.

## Догађаји
- Византијско-сасанидски рат: Краљ Хозроје II заузима Анкиру, важну византијску војну базу у централној Анадолији. Након освајања Египта и Палестине, он обнавља Персијско царство какво је постојало 490. пне. под Даријем I.
- Словени освајају околину Солуна, која је безуспешно опседнут. Град постаје византијска енклава окружена словенском територијом. Градски живот нестаје и многи градови на Балканском полуострву постају села.
- Англи под краљем Едвином од Нортумбрије нападају Регед („Стари север“) у северној Енглеској и протерују краља Ливарха Хена. Он бежи у Повис, и постаје познати бард. Едвинове војске се боре против Гододина и Стратклајда.
- Краљ Пулакешин II побеђује војску Харша на обалама реке Нармаде. Харша губи велики део своје слонове снаге и повлачи се. Примирјем успоставља Нармаду као северну границу Краљевине Чалукја (Индија).
- Град Чолула је основан у централном Мексику.
- Опатију Велтенбург у Баварској (Немачка) основали су бенедиктинци.